# Takátsy Gyula
Takátsy Gyula (Magyaratád, 1914. október 22. – Budapest, 1980. március 12.) magyar orvos, virológus, 1957 és 1977 között az Országos Közegészségügyi Intézet (OKI) influenzalaboratóriumának vezetője, a magyarországi mikrobiológia kiemelkedő személyisége.  Az általa feltalált módszer bevezetése világszerte jelentősen felgyorsította a mikrobiológiai kutatásokat és diagnosztikát.

## Életpályája
Takátsy Gyula aljegyző és Hekinger Mária fiaként született. 1938-ban kapta meg orvosi diplomáját Pécsett, a Magyar Királyi Erzsébet Tudományegyetemen, és ugyanitt kezdte meg működését az Orvostudományi Kar Közegészségtani Intézetében, melyet Fenyvessy Béla vezetett. 1942 és 1944 között az OKI Ungvári Közegészségügyi Állomásán a kiütéses tífusz vakcinájának fejlesztésén dolgozott Farkas Elek munkatársaként, majd Budapesten virológiával, főként influenzavírusokkal kezdett foglalkozni. Húsz évig vezette az OKI influenzalaboratóriumát (1957–1977). Módszertani újításai (Takátsy-kacs, 96 lyukú plasztiklemez) lehetővé tették kis térfogatú minták sorozathígításon alapuló szerológiai és virológiai vizsgálatát. A hatékony laboratóriumi módszerek birtokában az influenzavírusokkal kapcsolatos megfigyeléseit munkatársaival közösen rangos nemzetközi lapokban publikálta. Az influenzavírus szaporodási ciklusának ismeretében új módszert dolgozott ki az influenza oltóanyagának előállítására. 1960-ban kapta meg az orvostudomány kandidátusa címet. Szakorvosi képesítései mellett tisztiorvosi vizsgát is tett, és a Magyar Mikrobiológiai Társaság vezetőségi tagjaként is tevékenykedett.

## Díjai, elismerései
- Kiváló orvos (1955)
- Kiváló újító arany fokozata (1964)[17]
- Kiváló feltaláló (1968)[18]
- Munka Érdemrend ezüst fokozata (1976)
- Manninger Rezső-emlékérem (1979; Magyar Mikrobiológiai Társaság)

## Emlékezete
- Emlékére 2003-ban tudományos díjat alapított az Országos Epidemiológiai Központ (Takátsy-díj).[7][19] A Takátsy-díjjal járó bronz jutalomérem Kubaszova Tamara alkotása.[7][19]
- 2008-ban avatták fel emléktábláját szülőfalujában (Magyaratád, művelődési ház).[7]
- 2014-ben születésének centenáriumát Budapesten emléküléssel és emléktáblájának felavatásával ünnepelte az Országos Epidemiológiai Központ és az Országos Tisztifőorvosi Hivatal.[20] Takátsy Gyula emléktáblája a jelenlegi Nemzeti Népegészségügyi és Gyógyszerészeti Központ C épületében található (1097 Budapest, Albert Flórián út 2–6.).

Takátsy Gyula angol nyelvű, módszertani újításait leíró publikációja rekord számú idézetet kapott, amivel kapcsolatban Farkas Elek írt kommentárt a Current Contents (CC/Life Sciences) 1992. július 27-i számában.